# Bubu Palo
Yempabou Kevin Palo, detto Bubu (Ames, 9 luglio 1991), è un cestista statunitense con cittadinanza burkinabé, professionista nella NBDL.

## Palmarès
- Campione NBA D-League (2016)